# Leodia sexiesperforata
La locha, dólar de arena, cazuelilla o galleta de mar (Leodia sexiesperforata) es una especie de equinodermo. Recibe este nombre debido a su forma chata y ovalada.

## Descripción
Leodia sexiesperforata se caracteriza por presentar un tamaño entre 4,8 y 14,5 cm de diámetro, cuerpo de simetría radial, y ser comprimido dorso-ventalmente, es decir aplanado, además de presentar fragilidad y poseer forma circular o semipentafonal. En su superficie ventral presenta pequeños túbulos y cilios, los cuales utiliza para la locomoción. Su superficie corporal presenta pequeñas espinas. En su superficie dorsal se pueden apreciar estructuras petaloides, las cuales son utilizadas como branquias. Presenta en su superficie 6 aberturas o perforaciones ovaladas, a las cuales se les denomina lúnulas y en razón de dicha característica deriva su nombre específico sexiesperforata. Dichas lúnulas suelen ser estrechas y alargadas, una en posición interambulacral y cinco en posiciones ambulacreles. Presenta cuatro poros genitales. Por lo general su coloración es variable, entre pardo amarillento a marrón claro.

## Distribución
Esta especie presenta una amplia distribución en las costas del océano Atlántico occidental de las costas de Carolina del Norte en los Estados Unidos hasta las costas de Nicaragua, Uruguay y Buenos Aires en Argentina,. En la región del mar Caribe se le ha ubicado en Belice, Colombia, Costa Rica, Cuba, República Dominicana, Golfo de México, Honduras, Jamaica, México, Panamá, Puerto Rico y Venezuela; en este último país habiéndose encontrado en los estados Aragua, Archipiélago de Los Roques, Carabobo, Miranda, Nueva Esparta, Sucre y Vargas. En las costas del Pacífico de Colombia, Ecuador y Perú.

## Hábitat
Pueden encontrarse en distintos hábitats: en playas con fondo arenoso o rocoso, arrecifes de coral y en lugares costeros tropicales y subtropicales.
El registro batimétrico de estos organismos se ubica entre los 0 y 30 metros de profundidad. En la Playa Quizandal (Puerto Cabello) en Venezuela se han reportado densidades poblacionales de 28.3 individuos por metro cuadrado.

### Videos
- Youtube: Six Holed Keyhole Urchin Sand Dollar Burial

- Datos: Q2587458
- Multimedia: Leodia sexiesperforata / Q2587458
- Especies: Leodia sexiesperforata